# Список галеонов Испанского флота
Список галеонов Испанского флота
Список содержит краткие сведения о галеонах, стоявших на вооружении испанского флота приблизительно с середины XVI века и до 1750-х гг.
Список не полный, так как в испанских архивах и других источниках сохранились сведения только об отдельных из построенных для испанского флота кораблях периода до XVIII в.).
В списке сведения о корабле представлены в следующем порядке: Название корабля, дата строительства (для купленных кораблей-дата приобретения), число пушек, водоизмещение. Водоизмещение галеонов приводится в метрических тоннах (и (или) в скобках — в испанских тонеладах.

## Галеоны до 1615 г
- San Martin (1580), 48 пушек. В составе Великой Армады, флагманский корабль Алонсо Перес де Гусмана, герцога Медины-Сидонии
- Nuestra Señora del Rosario (?), 41 пушка, 1150 тонн. В составе Великой Армады 1588 г.
- San Lorenzo, 50 пушек. В составе Великой Армады 1588 г.
- Santa Maria di Visari, 18 пушек, 666 тонн. В составе Великой Армады 1588 г.
- San Felipe, V.1591г, 50 пушек, 1500 тонн,
- San Bernades, V.1991 50 пушек, 1500 тон.
- San Pablo, v.1591 50 пушек, 1500 тон.

## Галеоны 1615—1640 гг
- Nuestra Señora de los Reyes (1615), ? пушек
- Nuestra Señora del Juncal (1615)
- Nuestra Señora del Coro (1615)
- Nuestra Señora del Rosario (1615)
- San Josef (1616)
- La Santisima Trinidad (1616)
- San Agustin (1616)
- San Juan Bautista (1616)
- Nuestra Señora de los Reyes (1616)
- Nuestra Señora del Rosario (1616)
- Nuestra Señora del Buen suceso (1616)
- San Juan Bautista (1616)
- San Antonio (1617)
- San Bartolomé (1617)
- San Ignacio (1617)
- San Felipe (1617) 28 пушек, 450 тонн, один из шести апостолов Великой Армады
- San Francisco (1617)
- Santa Ana (1618)
- Santa Isabel (1618)
- Jesus Maria Josef (1618)
- San Felipe (1618)
- San Francisco (1618), 50 пушек?
- San Gerónimo (1618)
- San Josef (1618)
- Nuestra Señora de la Antigua (1618)
- Nuestra Señora de Atocha (1620)
- Nuestra Señora de Begona (1627)
- San Felipe (1627)
- San Gregorio (1627)
- San Ignacio (1627)
- San José (1627)
- San Juan Baptista (1627)
- Nuestra Señora de los Tres Reys (1627)
- Santiago (1627)
- San Sebastian (1627)
- Santiago de Galicia (1628)
- Nuestra Señora del Rosario (1628)
- San Antonio (1628)
- Santiago (1628), 60 пушек, около 1200 тонелад.
- San Juan Bautista (1635)
- San Agustin (1635)
- San Lucas (1635)
- San Marcos (1637)
- San Mateo (1637)
- San Miguel (1637)
- San Miguel (1637)
- San Pablo (1637)
- San Pedro (1637)
- Santo Señor Jesús (1637)
- San Tomas de Aguino (1638)
- San Augustin (1638)
- San Ambrosio (1638)
- San Geronimo (1638)
- Santo Cristo de Burgos (1638)
- San Salvador (1638)
- San Rafael (1638)
- San Pedro y San Pablo (1638)
- Santa Teresa (до 1639)
- La Visitacion de Nuestra Señora (1637-1640)
- Nuestra Señora de la O (1637-1640)
- La Natividad de Nuestra Señora (1637-1640)
- La Concepción (1637-1640)
- Nuestra Señora de la Purificacion (1637-1640)
- La Salutacion de la Virgen (1637-1640)

## Галеоны 1641—1699 гг
- Maravillas (1650?), 900 тонн.
- San Antonio (1650), 30/38 пушек. Построен в Голландии.
- Nuestra Señora de la Concepción (1656), 84 пушки, 1515 тонн.
- Santa Ana (1656), 84 пушки?, 1515 тонн.
- San Miguel (1658), 26 пушек, 191 англ. тонна. Английский приз. Захвачен в 1658 г.
- Nuestra Señora del Buen Consejo (1662), 40/50 пушек, 973 тонны.
- San Miguel (1662), 40/50 пушек, 793 тонн.
- San Joseph (1662), 40/50 пушек, 710 тонн.
- San Pedro y San Pablo (1662), 40/50 пушек, 647 тонн.
- Santa Ana (1662), 973 тонны.
- Santa Isabel (1662), 793 тонны.
- Santiago (1662), 710 тонн.
- Santiago de Galicia (1662), 647 тонн.
- San Cosimo (1664), 50 пушек. Построен в Голландии.
- San Vicente Ferrer (1666), 72 пушки, 803 тонны, 3 дека.
- San Felipe (1666), 1000 тонн, 3 дека.
- Santa Ana (1668), 934 тонны.
- Santisima Trinidad (1668), 934 тонны.
- Nuestra Señora de la Almudena (1668), 822 тонны
- Nuestra Señora del Pueblo (1673, 40/44 пушки.
- Santa Rosa (1677), 56 пушек.
- Carlos II (1679), 40 пушек.
- San Juan (1683), 50/56 пушек, 800 тонн. Построен в Голландии.
- Concepción (1690), 50? пушек.
- Sacramento (1690), 50? пушек.
- St. Thomás de Aquino (1690), 86 пушек.
- Santissima Madre (1692), 70/80 пушек, 3 дека.
- Santisima Trinidad (1692), 72/80, 1665 тонн, 3 дека.
- Santa Cruz (1692/1693), 36 пушек, 925 франц. тонн.
- San Felipe (1693), 102/110 пушек, 1890 тонн, 3 дека. Никогда не достраивался?
- Santo Christo de Maracaibo (?), 46 пушек. Захвачен французами в 1697 г.
- San Rafael (1690-её, 92 пушки, более 1500 тонн, 3 дека
- San Joaquin (1697), 64 пушки, 1071 тонна.
- San José (1697), 64 пушки, 1067 тонн.
- San Francisco (1699), 1200 тонн.
- Nuestra Señora de la Conception y de las Animas (1687/1690), 90 пушек, 1550 тонн.
- Nuestra Señora de las Esterrallas, S. Félix y S. Fco. De Paula (1683, 370 тонн.
- Jesus Maria y José (1683), 800 тонн.
- San José (1682), 1006 тонн.
- Nuestra Señora del Rosario y San José (1681).
- Santiago (?), 80 пушек. Упоминается в 1676 г.
- San Joaquin, 80 пушек. Упоминается в 1676 г.
- San Gabriel, 40 пушек. Упоминается в 1676 г.
- Del Rosario y Las Animas (1676), 761 тонна.
- Nuestra Señora de Guadalupe (1676), 748 тонн.
- San Felipe (?, 40 пушек. Упоминается в 1676 г.